# Polygrammsubstitution
Die Polygrammsubstitution (auch: Polygraphische Substitution) ist ein Verschlüsselungsverfahren bzw. ein Verfahrensschritt bei der Verschlüsselung, also Umwandlung von Klartext in Geheimtext. Sie besteht in der Ersetzung (Substitution) von Polygrammen (Gruppen von Buchstaben) durch andere Polygramme. Dies steht im Gegensatz zur monographischen Substitution, wo einzelne Klartextbuchstaben in korrespondierende Geheimtextbuchstaben gewandelt werden.
Häufig werden Paare von Buchstaben ersetzt. In diesem Falle spricht man von bigraphischen (auch: digraphischen) Chiffren. Bigraphische Verschlüsselungen besitzen gegenüber den monographischen Verfahren (mit zumeist 26 Buchstaben) aufgrund der höheren Zahl an möglichen Zeichen (26² = 676 Buchstabenpaaren) den Vorteil einer wesentlich flacheren Häufigkeitsverteilung, wodurch die unbefugte Entzifferung erschwert wird und der Kryptoanalytiker nun eine deutlich größere Menge Geheimtext benötigt.
Eine der bekanntesten und ältesten polygraphischen Chiffren ist die Playfair-Chiffre. Diese wurde 1854 entwickelt und teilweise (in modifizierter Form als Doppelkastenschlüssel) noch bis zum Zweiten Weltkrieg eingesetzt.